# Bishop Auckland (circonscription britannique)
Circonscription parlementaire de la Chambre des communes
La circonscription de Bishop Auckland est une circonscription située dans le comté de Durham représentée à la Chambre des communes du Parlement britannique.